# Dấu hiệu sinh tồn
Dấu hiệu sinh tồn hay sinh hiệu (tiếng Anh: Vital signs) là một nhóm gồm 4 đến 6 dấu hiệu quan trọng nhất cho biết trạng thái sống còn (duy trì sự sống) của cơ thể. Những phép đo này được thực hiện giúp đánh giá tình trạng sức khỏe thể chất chung của một người, cũng như xác định các manh mối bằng chứng bệnh có thể xảy ra, và cho thấy tiến trình hồi phục của bệnh nhân. Phạm vi bình thường dấu hiệu sinh tồn của một người thay đổi theo độ tuổi, cân nặng, giới tính và sức khỏe tổng thể.
Có bốn dấu hiệu sinh tồn chính: thân nhiệt, huyết áp, mạch (nhịp tim), và nhịp thở (tần số hô hấp), thường được ký hiệu là BT, BP, HR và RR. Tuy nhiên, tùy theo bối cảnh lâm sàng, các dấu hiệu sinh tồn cũng bao gồm các phép đo khác gọi là "dấu hiệu sinh tồn thứ năm" hoặc "dấu hiệu sinh tồn thứ sáu". Dấu hiệu sinh tồn được ghi chép lại bằng cách sử dụng hệ thống mã hóa tiêu chuẩn quốc tế được chấp nhận của LOINC.
Điểm cảnh báo sớm được đề nghị phối hợp với những giá trị riêng lẽ của các dấu hiệu sinh tồn thành một điểm số duy nhất. Điều này giúp nhận ra sự xấu đi các dấu hiệu sinh tồn trước khi ngừng tim hay nhập viện vào đơn vị chăm sóc đặc biệt. Được sử dụng một cách thích hợp, một đội phản ứng nhanh có thể đánh giá, điều trị và ngăn chặn kết quả bất lợi cho bệnh nhân.